# سن-ژوزف-دو-لوپاژ، کبک
سَن-ژوزِف-دو-لُپاژ (به فرانسوی: Saint-Joseph-de-Lepage) قصبه‌ای در منطقه شهری لا میتیس ناحیه با-سن-لوران در استان کبک کانادا است. در سرشماری سال ۲۰۱۱ این قصبه ۵۶۵ نفر جمعیت داشته‌است و مساحت آن ۳۰٫۲۷ کیلومتر مربع است.